# Noa & Mira Awad
Noa & Mira Awad är ett duettpar bestående av Noa (Achinoam Nini), som är en israelisk sångerska, och Mira Awad, som är en israel-arabisk sångerska. Tillsammans representerade de Israel i Eurovision Song Contest 2009 med låten Einaiych (eng: There Must Be Another Way, sv: Dina ögon). Sången sjöngs på hebreiska, arabiska och engelska. Duon deltog i semifinalgrupp 1 där de slutade på sjunde plats och gick vidare till finalen, där de slutligen hamnade på sextonde plats med 53 poäng.